# Claudio Bisogniero
Claudio Bisogniero (Roma, 2 luglio 1954) è un diplomatico e funzionario italiano.

## Biografia
Dopo aver conseguito il diploma presso il Collegio Navale "Francesco Morosini" di Venezia ed essersi laureato in scienze politiche all'Università degli Studi di Roma "La Sapienza", inizia la carriera diplomatica nel 1978. Ha ricoperto incarichi di rilievo nelle Ambasciate italiane in Cina, negli Stati Uniti d'America, e nelle Rappresentanze italiane presso la NATO e presso l'Organizzazione delle Nazioni Unite (ONU).
È stato posto fuori ruolo per prestare servizio presso il Segretariato Generale della Presidenza della Repubblica, Ufficio del Consigliere Diplomatico del Presidente della repubblica (1988 - 1989).
Dal 2002 al 2005 è stato vice Direttore Generale per gli Affari Politici Multilaterali del Ministero degli Affari Esteri gestendo le questioni ONU, NATO, G8, del disarmo e dei diritti umani, e dal 2005 al 2007 Direttore Generale con competenza sull'America.
Il 31 dicembre 2007 diviene Segretario Generale Delegato (vice segretario) della NATO a Bruxelles, succedendo ad Alessandro Minuto Rizzo, divenendo quindi il numero due dell'Alleanza Atlantica dopo il Segretario Generale Anders Fogh Rasmussen, incarico mantenuto fino al gennaio 2012 quando è stato sostituito dall'ambasciatore statunitense Alexander Vershbow.
Il 2 gennaio 2008 è stato nominato Ambasciatore di grado. Dal 2008 è membro della Fondazione Italia USA.
Dal 6 febbraio 2012 è stato l'ambasciatore italiano presso gli Stati Uniti, a Washington, mandato che ha concluso nel 2016.
Dal 2016 al 2019 è stato il rappresentante permanente italiano presso la NATO a Bruxelles.